# Maschinka Schneider
Maschinka Schneider   (Tallinn, 25 d'agost de 1815 - Pillnitz, 19 de setembre de 1882), de casada Maschinka Schubert, fou una cantant d'òpera alemanya (soprano/mezzosoprano).

## Biografia
Maschinka Schneider era filla del mestre de capella prussià Georg Abraham Schneider. Va rebre les seves primeres lliçons d'art del seu pare. Amb el seu suport ja va poder aparèixer de petita al costat d'Anna Milder a l'òpera Alceste de Gluck.
Als 16 anys, Schneider va anar a París el 1831 i hi va prendre classes de cant amb el cantant d'òpera Marco Bordogni. Amb la seva ajuda, va aconseguir un breu compromís a l'Òpera de París. Des d'allà la van portar a Londres a la Royal Opera House, on també es van celebrar amb entusiasme les seves actuacions. A partir d'aquest moment, a tot tardar, Schneider es va situar artísticament a l'alçada de col·legues com Wilhelmine Schröder-Devrient, Anton Haizinger i altres.
De tornada a Alemanya, Schneider va aconseguir un contracte al teatre de la cort reial de Berlín. El 1833 va anar a Dresden i hi va aparèixer per primera vegada el 10 d'abril de 1833 al Teatre de la Cort Saxó. Va impressionar com Zerlina i va romandre membre d'aquest conjunt fins a la seva jubilació. El 12 de juliol de 1837, Schneider es va casar amb el concertista François Schubert a Dresden i va tenir una filla amb ell; la posterior actriu Georgine Schubert.
Tot i que Maschinka Schneider era d'ascendència matrimonial legal, el seu nomenament com a actriu de cort o cantant de cambra va ser rebutjat diverses vegades perquè el seu pare també tenia fills amb altres dones.
L'1 de setembre de 1860 va abandonar oficialment els escenaris i es va retirar a la vida privada. 25 dies després del seu 67è aniversari, Maschinka Schneider va morir el 19 de setembre de 1882 a Dresden on i hi va trobar el seu darrer lloc de descans.

## rols (selecció)
- "Marcelline", Les noces de Fígaro (Wolfgang Amadeus Mozart)
- "Zerline", Fra Diavolo, (Daniel Auber)
- "Ännchen", Der Freischütz (Carl Maria von Weber)
- "Rosina", Il barbiere di Siviglia, (Gioacchino Rossini)
- "Alice", Robert le diable (Giacomo Meyerbeer).